# Pigari
Pigari (en rus: Пигари) és un poble de l'óblast de Saràtov, a Rússia, segons el cens del 2010 tenia 579 habitants. Pertany al districte municipal d'Ozinki.